# Konger af East Anglia
Årstallene skal tages med forbehold
East Anglia styre:
- Wehha
- Wuffa (søn af Wehha) 571-578
- Tytila (søn af Wuffa) 578-593
- Rædwald (søn af Tytila) 593-617
- Eni (søn af Tytila) 617-618
- Eorpwald (søn af Rædwald) 618-628
- Ricberht 628-631
- Sigeberht (St.) (søn af Rædwald) 631-634
- Egric (søn af Eni) 634-635
- Anna (brodersøn af Rædwald) 635-654
- Æthelhere (broder af Anna) 654-655
- Æthelwold (broder af Anna) 655-664
- Ealdwulf (brodersøn af Aethelwold 664-713
- Ælfwald (broder af Ealdwulf) 713-749
- Beonna 749-c.758 (fællesskab)
- Alberht 749-? (fællesskab)
- Hun (muligvis) 749-? (fællesskab)
- Æthelred c. 758-779
- Æthelberht (St.) 779-794

Under Mercia styre 794-796 
- Offa af Mercia

East Anglian styre:
- Eadwald 796

Under Mercia styre 796-827 
- Coenwulf af Mercia
- Ceolwulf 1. af Mercia
- Beornwulf af Mercia

East Anglia styre:
- Æthelstan 827-839
- Æthelweard 839-855
- St. Edmund 855-870

Under-Konge under Vikingernes Styre 
- Oswald 870-876
- Æthelred 2. 876-879

Vikingernes Styre: 
- Guthrum I (Aethelstan, Gorm den Gamle) 879-890
- Guthfrith (Hardicnut / Canute / Guthred) ca. 881- 895 (or 896)
- Eohric (søn af Guthrum) ca. 890-902
- Æthelwold 902-902
- Guthrum (Gorm den Yngre) II 902-918

Under styre af Wessex fra 918
- Edward den Ældre